# Australian Institute of Architects

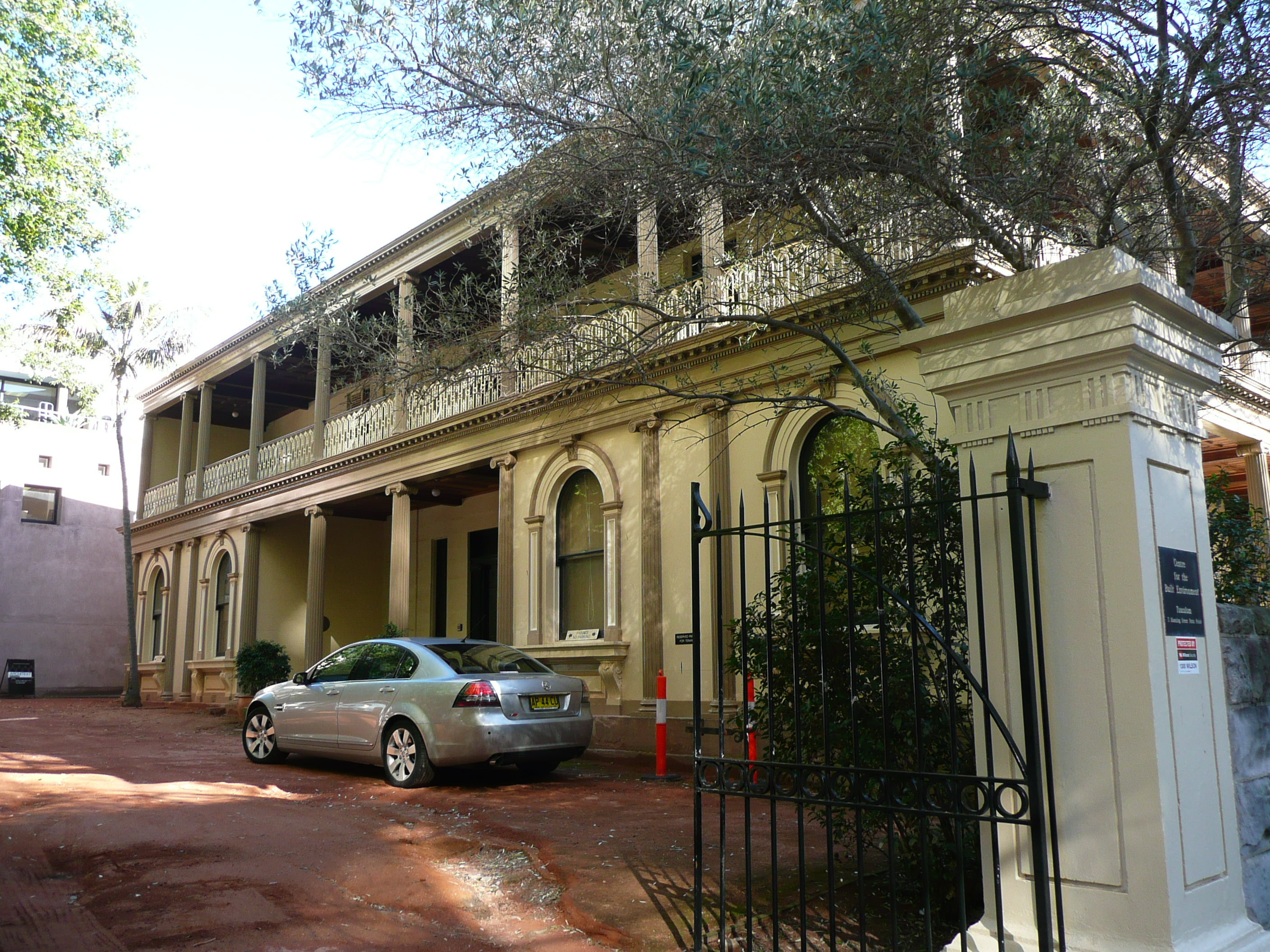
Tusculum, Hoofdkantoor van de NSW afdeling van het instituut

Het Australian Institute of Architects (AIA) is een Australische beroepsorganisatie voor architecten. De AIA reikt jaarlijks architectuurprijzen uit voor gebouwen in elk van de staten van Australië. De AIA heeft ongeveer 10.000 leden in Australië en in het buitenland.
De AIA is aangesloten bij de Union Internationale des Architectes.

## Geschiedenis
De AIA werd in 1930 opgericht. In 2008 werd de naam van de organisatie veranderd van Royal Australian Institute of Architects (RAIA) naar de huidige naam.